# 武石勇
武石 勇（たけいし いさむ、1920年7月1日 - 1995年）は日本の漆芸家、漆絵作家。漆を用いた様々な作品を残した。

## 経歴
1920年（大正9年）大阪府に生まれる。1933年（昭和8年）大阪市立天王寺尋常高等小学校卒業後、大阪市立工芸学校へ進み木材工芸技術を習得。第二次世界大戦後に復員し、茨木市で創作活動を始める。日展に入選したほか、第17回日ソ展にも入選し、入選作はソビエト連邦政府買い上げとなった。1965年（昭和40年）茨木市より文化功労者表彰、1971年（昭和46年）大阪府工芸功労賞。1995年（平成7年）茨木市にて死去。75歳。
2021年（令和3年）、茨木市の茨木市立川端康成文学館にて企画展「生誕100年 武石勇 漆の世界」が開催された。同館の1階には武石の壁画も常設展示されている。